# (273262) Cottam
Pour les articles homonymes, voir Cottam.
(273262) Cottam est un astéroïde de la ceinture principale.

## Description
(273262) Cottam est un astéroïde de la ceinture principale. Il fut découvert le 25 mai 2006 à Mauna Kea par Paul Wiegert. Il présente une orbite caractérisée par un demi-grand axe de 3,15 UA, une excentricité de 0,02 et une inclinaison de 8,9° par rapport à l'écliptique.

## Compléments